# 書剣恩仇録 (2009年のテレビドラマ)
『書剣恩仇録』（しょけんおんきゅうろく、簡体字: 书剑恩仇录、拼音: Shūjiànēnchóulù）は、金庸の武俠小説『書剣恩仇録』を原作とし、中国の湖南電広伝媒が制作し、2009年に放映されたテレビドラマ。全40話。

## キャスト
- 陳家洛 - チャオ・ジェンユー（喬振宇）
- 乾隆帝 - アダム・チェン（鄭少秋）
- 于萬亭 - リウ・ダーカイ（劉徳凱）
- ホチントン - ニキ・チョウ（周麗淇）
- 文泰来 - リウ・ナイイー（劉乃芸）
- 李沅芷 - ルー・チェン（路晨）
- カスリー - リウ・イン（劉穎）
- 関明梅 - ユエン・チウ（元秋）
- 陳正徳 - ウォン・ヤッフェイ（黄一飛）
- 袁士霄 - レオン・カーヤン（梁家仁）

## スタッフ
- 原作：金庸『書剣恩仇録』
- 製作総指揮：ワン・パンジュー（王鵬挙）、オウ・ジーレン（区志仁）、イン・リエンハー（尹廉和）、シュー・インジア（許応佳）
- 製作責任者：ジャン・ジェンツォン（江建聡）
- 製作：ハー・ジーチャン（何志昌）
- 監督：タム・ヨウイップ（譚友業）、ワン・ワイゲイ（温偉基）、ハー・ジェンホァ（何振華）
- 美術監督：ダン・ウェイション（鄧偉雄）
- 脚本：ウー・ジウシー（呉九汐）、リー・イエンボー（李燕波）、リウ・ユージュー（劉雨竹）
- 撮影：クゥ・チーミン（顧其銘）、ジャン・ホンミン（江洪敏）、ウェイ・ジエ（位傑）、ワン・シューグアン（王旭光）、リウ・アイドン（劉愛東）

## 日本語版ソフト
2010年にDVDがMAXAMより発売された。